# 英国地質調査所
英国地質調査所（えいこくちしつちょうさしょ、British Geological Survey ：略称：BGS）または英国地質研究所（えいこくちしつけんきゅうしょ）は、イギリスとその大陸棚の調査、監視、研究をおこなう研究所である。本部はノッティンガムシャーの Keyworth にあるが、エディンバラ、ウォリンフォード (Wallingford)、カーディフ、エクセター、ロンドンにも支所がある。
ヘンリー・デ・ラ・ビーチによって、1835年に世界最初の国家的な地質調査を行った、「英国陸地測量局」(Ordnance Geological Survey) としてマンチェスターのセント・ビーズ・カレッジ (St Bede's College) に設立されたのに始まる。1965年に地質学博物館、海外地質調査所と統合され、地質科学研究所 Institute of Geological Sciences となった。1984年から英国地質調査所に改名された。
現在は政府や公共機関、研究機関、工業界に地質学の分野の諮問をおこなっている。イギリス自然環境研究委員会 (UK Natural Environment Research Council) の下部機関として環境科学の研究の先端研究機関となっている。